# Мидленд (город, Мичиган)
Мидленд (англ. Midland) — город в штате Мичиган США, административный центр одноимённого округа. В 2010 году журнал «Форбс» назвал Мидленд в числе лучших малых городов для семейной жизни.

## История
К концу 1820-х Мидленд был торговым постом американской меховой компании для скупки меха у охотников оджибве.
В 1897 году в Мидленде была основана Dow Chemical Company, её главный офис до сих пор находится в городе.
19 мая 2020 года из-за сильных дождей произошёл прорыв плотины Эденвилл, а затем и Сэнфорд, что привело к эвакуации 10 000 жителей Мидленда.

## Демография
Согласно переписи 2010 года, в городе проживало 41 863 человека, было 17 506 домохозяйств и 10 766 семей. Плотность населения составила 1 242,2 чел/км². В Мидленде было 18 578 жилищных единиц (домов) со средней плотностью 212,9 домов на км². Расовый состав города: белые — 92,0 %, афроамериканцы 2,0 %,коренных американцев — 0,3 %, азиатов 3,3 %, 0,1 % жителей тихоокеанских островов, 0,5 % других рас и 1,8 % представители двух или более рас. Процент латиноамериканцев составил 2,4 % населения.
Из 17 506 семей 30,4 % имели детей в возрасте до 18 лет, проживающих с ними, 48,1 % были женатыми парами, в 9,8 % семей женщины проживали без мужей, в 3,5 % — мужчины проживали без жен, и 38,5 % не имели семьи. В 12,8 % домохозяйств проживал одинокий человек старше 65 лет.
Средний возраст в городе составил 38,3 года. В возрасте до 18 лет было 23,4 % жителей, 11,1 % — в возрасте от 18 до 24 лет, 23,8 % — от 25 до 44, 26,2 % — от 45 до 64, и 15,6 % — 65 лет и старше. Гендерный состав города — 48,1 % мужчин и 51,9 % женщин.

## Управление
Мидленд управляется правлением, в которое входит мэр и совет города. Совет состоит из пяти членов. Члены совета служат два года, полный совет избирается в нечётные годы. Мэр избирается из совета голосованием совета, который также назначает городского управляющего и городского прокурора. Мидленд расположен в 4-м округе штата Мичиган и представлен в Конгрессе республиканцем Джимом Стамасом.